# Вороновський Денис Валентинович
Дени́с Валенти́нович Вороно́вський (* 1998) — український тхеквондист; майстер спорту України міжнародного класу.

## Життєпис
Станом на червень 2019 року — студент; Харківський національний автомобільно-дорожній університет.
На Універсіаді-2019 у Неаполі здобув бронзову нагороду.
Листопадом 2019 року в італійському місті Барі на G4 Extra European Championships з олімпійського тхеквондо Денис виборов третє місце.

## Державні нагороди
- Медаль «За працю і звитягу» III ст. (1 жовтня 2019) —За досягнення високих спортивних результатів на XXX Всесвітній літній Універсіаді у м. Неаполі (Італійська Республіка), виявлені самовідданість та волю до перемоги, піднесення міжнародного авторитету України [3].